# Elme Marie Caro
Elme Marie Caro (4 de marzo de 1826 - 13 de julio de 1887) fue un filósofo francés nacido en Poitiers.
Su padre, profesor de filosofía, le dio una excelente educación en Collège Stanislas de Paris y en la Escuela Normal, donde se graduó en 1848. Después de ser profesor de filosofía en varias universidades, recibió el grado de doctor, llegando a París en 1858 como maestro de conferencias en la Escuela Normal.
En 1861 fue nombrado inspector de la Academia de París, en 1864 profesor de filosofía de la Facultad de Letras y en 1874 miembro de la Academia Francesa. Se casó con Pauline Cassin, autora de la novela "Pêche de Madeleine" entre otras conocidas obras.
Su pensamiento básicamente giraba alrededor de la defensa de la cristiandad frente al positivismo moderno. La filosofía de Victor Cousin le influyó notablemente, pero su fuerza radica en la exposición y la crítica más que en el pensamiento en sí. Murió en París en el año 1887.

## Obras destacadas
Además de importantes contribuciones en revistas como La Francia y Revue des deux mondes, también escribió varias obras, entre las cuales destacan:
- 1852-1854, Mysticisme au XVIIIe siècle
- 1852, Quid de beata vita senserit Seneca
- 1853, Saint Dominique et les Dominicains
- 1855, Études morales sur le temps présent
- 1864, L'Idée de Dieu et ses nouveaux critiques
- 1866, La Philosophie de Goethe
- 1867, Matérialisme et la science
- 1969, Nouvelles études morales sur le temps présent
- 1872, Les Jours d'épreuve
- 1876, Problèmes de morale sociale
- 1878, Le Pessimisme au XIXe siècle : Léopardi - Schopenhauer - Hartmann
- 1880, La Fin du XVIIIe siècle, études et portraits (2 volúmenes)
- 1883, M. Littré et le positivisme
- 1887, George Sand
- 1888, Mélanges et portraits (2 volúmenes)
- 1888, Philosophie et philosophes
- 1888, Poètes et romanciers
- 1889, Variétés littéraires
- 1894, De l’Immortalité chrétienne